# Verwood
Verwood – miasto w Wielkiej Brytanii, w Anglii, w hrabstwie Dorset. W 2005 liczyło 13 680 mieszkańców.

## Miasta partnerskie
- Champtoceaux
- Liederbach am Taunus